# Radoevskoto, Loveci
Radoevskoto (în bulgară Радоевското) este un sat în comuna Troian, regiunea Loveci,  Bulgaria. 

## Demografie
Componența etnică a satului Radoevskoto
     Nicio identificare (100%)
     Altele (0%)
La recensământul din 2011, populația satului Radoevskoto era de 3 locuitori. . Pentru 100,0% din locuitori nu este cunoscută apartenența etnică.